# Paolo Mandini
Paolo Mandini (Arezzo, Toscana, 1757 - Bolonya, 1842) fou un tenor d'òpera italià.
Fou deixeble de Valente, i el 1777 debutà a Brèscia amb molt d'èxit; el 1781 fou contractat a Milà, i posteriroment en diversos teatres d'Itàlia.
Es trobava treballant a París quan esclatà la Revolució Francesa. El 1805 cantà a Berlín, però la seva veu ja havia perdut molt, motiu que el feu decidir a retirar-se de l'escena.